# Wanda Schmid
Wanda Schmid (* 15. August 1947 in Zürich) ist eine Schweizer Autorin.

## Leben und Wirken
Schmid lebt und arbeitet in Zürich als Autorin und Bibliothekarin. Unter anderem veröffentlichte sie den Lyrikband Wer zuerst das Schweigen bricht und die Erzählung Friedhofsgeflüster, die beide mit Preisen ausgezeichnet wurden. Ausserdem schreibt sie regelmäßig Lyrik und Kurzprosa für Anthologien und diverse Zeitschriften. Ihr Dramolett Das Meer verdampft wurde erstmals 2004 am Stadttheater Luzern als Fassadendrama aufgeführt.

## Werke
- Wer zuerst das Schweigen bricht, 1995, ISBN 3-929330-49-0
- Friedhofsgeflüster, 2000, ISBN 3-905561-35-2
- Paare und andere Einsame…, 2000, ISBN 3-909252-05-2
- Sonnenfinten, 2004, ISBN 3-905561-45-X
- Apfelblütenstecher, 2008, ISBN 978-3-905561-76-0
- Löcher, Löcher, 2011, ISBN 978-3-905561-86-9

## Auszeichnungen und Ehrungen
- 1995: Ehrengabe der Stadt Zürich für Wer zuerst das Schweigen bricht
- 2000: Einzelwerkpreis der Schweizerischen Schillerstiftung für Friedhofsgeflüster
- 2000: Ehrengabe der Stadt Zürich für Paare und andere Einsame…